# 심야의 FM
"심야의 FM"은 2010년에 개봉된 대한민국의 스릴러 영화이다. 김상만이 감독을 맡았다.

## 캐스팅
- 수애 : DJ 고선영 역
- 유지태 : 청취자 한동수 역
- 마동석 : 손덕태 역
- 정만식 : 라디오 PD 오정무  역
- 김민규 : 양우한 역
- 최송현 : 라디오 작가 박경양 역
- 신다은 : 고아영 역
- 이준하 : 고은수 역
- 최희원 : 고현지 역
- 조석현 : 조 형사 역
- 곽도원 : 장석현 기자 역
- 엄태구 : 엄 형사 역
- 채희재 : 채 형사 역
- 김병순 : 양우한 역
- 이상홍 : 양복남 역
- 김병순 : 방송 국장 역
- 김윤태 : 방문 경찰 1 역
- 이현걸 : 김태수 역
- 김규선 : 소녀 역
- 윤희원 : 선배 앵커 역
- 박태경 : 취객 역
- 김보라 : 앳된 여자 역
- 김신영 : 옆 스튜디오 DJ 역 (특별 출연)
- 현아 : 옆 스튜디오 게스트 역 (특별 출연)
- 남지현 : 옆 스튜디오 게스트 역 (특별 출연)

## 수상
- 2010년 제8회 대한민국 영화대상
  - 음향상 - 공태원
- 2010년 제31회 청룡영화상
  - 여우주연상 - 수애